# Gregor Bruhin
Gregor R. Bruhin (* 18. November 1993 in Zug; heimatberechtigt in Zug und Wangen) ist ein Schweizer Manager (Personalleiter), Offizier und Politiker (SVP). Er ist seit 2022 Kantonsrat des Kantons Zug, von 2015 bis 2023 war er Mitglied des Grossen Gemeinderates von Zug.

## Leben
Gregor Bruhin wuchs in Zug und Hünenberg auf und absolvierte eine kaufmännische Lehre bei der Stadtverwaltung Zug. Anschliessend war er in der Pharma-, Medtech- und Beratungsbranche im Personalwesen tätig. Zuletzt als Personalleiter und Geschäftsleitungsmitglied eines börsenkotierten Schweizer Unternehmens. Seit der Gründung von GRBruhin Partner GmbH ist er als Unternehmer tätig und bietet Unternehmensberatungsdienstleistungen an.

## Politik
Im März 2011 wurde Gregor Bruhin zum Präsidenten der JSVP Kanton Zug gewählt und nahm damit sein politisches Engagement auf. Im Herbst 2014 wurde er anlässlich der Gesamterneuerungswahlen im Kanton Zug in den Grossen Gemeinderat von Zug (Stadtparlament) gewählt. Zu Beginn der Legislatur 2015 wurde er vom Grossen Gemeinderat in die Geschäftsprüfungskommission (GPK) gewählt und übte dieses Amt bis Ende Dezember 2022 aus, per 11. April 2023 trat er aus dem Grossen Gemeinderat von Zug zurück. Während seiner Zeit im Grossen Gemeinderat war er von 2017 bis 2020 Fraktionspräsident der SVP sowie im Jahr 2022 Präsident der Spezialkommission unabhängiges Ratsbüro. Seit 2013 war Gregor Bruhin Mitglied im Vorstand der SVP Stadt Zug in verschiedenen Funktionen tätig. Zuletzt von 2020 - 2024 als Präsident.
Bei den Gesamterneuerungswahlen 2022 im Kanton Zug wurde er in den Kantonsrat gewählt, er ist unter anderem Mitglied der erweiterten Staatswirtschaftskommission und des Fraktionsausschusses der SVP.
Anlässlich der Schweizer Parlamentswahlen 2023 kandidierte Gregor Bruhin auf der Hauptliste der SVP Kanton Zug für den Nationalrat und erreichte mit 6583 Stimmen das fünftbeste Ergebnis von insgesamt 99 Kandidaten, die sich zur Wahl stellten.

## Militär und Gesellschaft
Gregor Bruhin absolvierte die Offiziersschule der Schweizer Armee, er leistete seinen praktischen Dienst als Leutnant in der Infanterierekrutenschule 12 in Chur. Anschliessend wurde er im Zuger Gebirgsinfanterie Bataillon 48 zugeteilt. Aktuell leistet er Dienst im Stab der Territorialdivision 3 im Range eines Majors. Ausserdem amtet er als Präsident der Offiziersgesellschaft des Kantons Zug.
Als passionierter Reiter war Gregor Bruhin mehrere Jahre Mitglied der schweizerischen Vierkampf-Juniorennationalmannschaft. Er engagiert sich seit mehreren Jahren für den Zuger Pferdesport und amtiert unter anderem als Präsident der Zuger Springkonkurrenz.
Im Weiteren engagiert sich Gregor Bruhin als Mitglied im Rotary Club Zug-Zugersee sowie im Rahmen der Zuger Fasnacht in der Zunft der Letzibuzäli, welche er 2020 als Oberhaupt (Prinz) durch die Fasnacht führte.

## Privat
Gregor Bruhin ist ledig und wohnt in Zug.